# PSC Kaufbeuren
Der PSC Kaufbeuren (offiziell: Pool- und Snooker-Club Kaufbeuren Instrokes e. V.) war ein Billardverein aus Kaufbeuren. Die erste Snookermannschaft des 1993 gegründeten Vereins spielte von 1998 bis 2010 durchgehend in der 1. Bundesliga und wurde dreimal Deutscher Meister (2001, 2002 und 2005).

## Geschichte
Der PSC Kaufbeuren wurde 1993 gegründet. In der Saison 1998/99, der ersten Spielzeit der 1. Snooker-Bundesliga, wurde er Vizemeister. 2001 wurde er, mit neun Siegen aus neun Ligaspielen Deutscher Meister. Ein Jahr später gelang es ihm, den Titel als erster Verein erfolgreich zu verteidigen. Nachdem man 2003 mit vier Punkten Rückstand auf die Barmer Billardfreunde Zweiter geworden war, gewann man in der Saison 2004/05 punktgleich mit Barmen aufgrund von drei mehr gewonnenen Partien zum dritten Mal den deutschen Meistertitel. In der folgenden Saison wurde der PSC Kaufbeuren zwei Punkte hinter dem BSV Berlin Vizemeister. Nach dritten Plätzen in den Spielzeiten 2006/07 und 2007/08 folgte 2010 mit dem sechsten Platz der Abstieg in die 2. Bundesliga. Seit dem Abstieg des PSV Duisburg im Jahr 2002 war der PSC der letzte verbliebene Verein gewesen, der seit der Einführung in der 1. Bundesliga gespielt hatte. In der Saison 2010/11 wurde man Meister der zweiten Liga. Anschließend meldete der Verein jedoch seine Bundesligamannschaft ab und spielte fortan in der Verbandsliga, in der er in der Saison 2012/13 alle zwölf Ligaspiele gewann und damit in die Bayernliga aufstieg. Nachdem er dort in den Spielzeiten 2013/14 und 2014/15 Zweiter geworden war, konnte er sich im Juni 2015 in der Aufstiegsrunde durchsetzen und schaffte damit nach vier Jahren die Rückkehr in die zweite Liga, in der er 2016 Dritter wurde. Wenige Tage vor Beginn der Saison 2016/17 meldete der PSC Kaufbeuren seine Mannschaft vom Spielbetrieb ab.

### Platzierungen seit 1998
| Saison    | Liga (Spielklasse)      | Platz |
| --------- | ----------------------- | ----- |
| 1998/99   | 1. Bundesliga (1)       | 2     |
| 1999/2000 | 1. Bundesliga (1)       | 5     |
| 2000/01   | 1. Bundesliga (1)       | 1     |
| 2001/02   | 1. Bundesliga (1)       | 1     |
| 2002/03   | 1. Bundesliga (1)       | 2     |
| 2003/04   | 1. Bundesliga (1)       | 5     |
| 2004/05   | 1. Bundesliga (1)       | 1     |
| 2005/06   | 1. Bundesliga (1)       | 2     |
| 2006/07   | 1. Bundesliga (1)       | 3     |
| 2007/08   | 1. Bundesliga (1)       | 3     |
| 2008/09   | 1. Bundesliga (1)       | 4     |
| 2009/10   | 1. Bundesliga (1)       | 6     |
| 2010/11   | 2. Bundesliga Süd (2)   | 1     |
| 2011/12   | Verbandsliga Bayern (4) | 3     |
| 2012/13   | Verbandsliga Süd (4)    | 1     |
| 2013/14   | Bayernliga (5)          | 2     |
| 2014/15   | Bayernliga (5)          | 2     |
| 2015/16   | 2. Bundesliga Süd (2)   | 3     |

## Aktuelle und ehemalige Spieler
(Auswahl)
- Ufuk Aktürk
- Stefan Eberle
- Andreas Heidt
- Robert Hirschbichler
- Thomas May
- Soner Sari
- Michael Smith
- Lothar Stumpf
- Sebastian Thron
- Goran Djukic
- Sascha Diemer